# 白綾 (清朝)
白綾（?—?），陕西汉中人，清朝政治人物。举人出身。
乾隆11年（1746年），擔任清朝遵义府婺川縣知縣。后由孫諤接任。